# قضاعة صغيرة المخلب
قضاعة صغيرة المخلب أو أونيكس (الاسم العلمي: Aonyx) جنس ثدييات من القضاعة وينتمي إلى فصيلة ابن عرس، يضم نوع واحد فقط هو قضاعة صغيرة المخلب الأفريقية، وتتفرع منها نويعان.